# Daruvar
Daruvar (Duits: Daruwar; Hongaars: Daruvár; Servisch: Дарувар; Latijn: Aquae Balissae) is een stad in de Kroatische provincie Bjelovar-Bilogora.
Daruvar telt 13.243 inwoners. De naam van de stad is van Hongaarse komaf Daru betekent kraanvogel en Vár betekent Burcht in het Hongaars.

## Plaatsen in de gemeente
Daruvar, Daruvarski Vinogradi, Doljani, Donji Daruvar, Gornji Daruvar, Lipovac Majur, Ljudevit Selo, Markovac en Vrbovac.

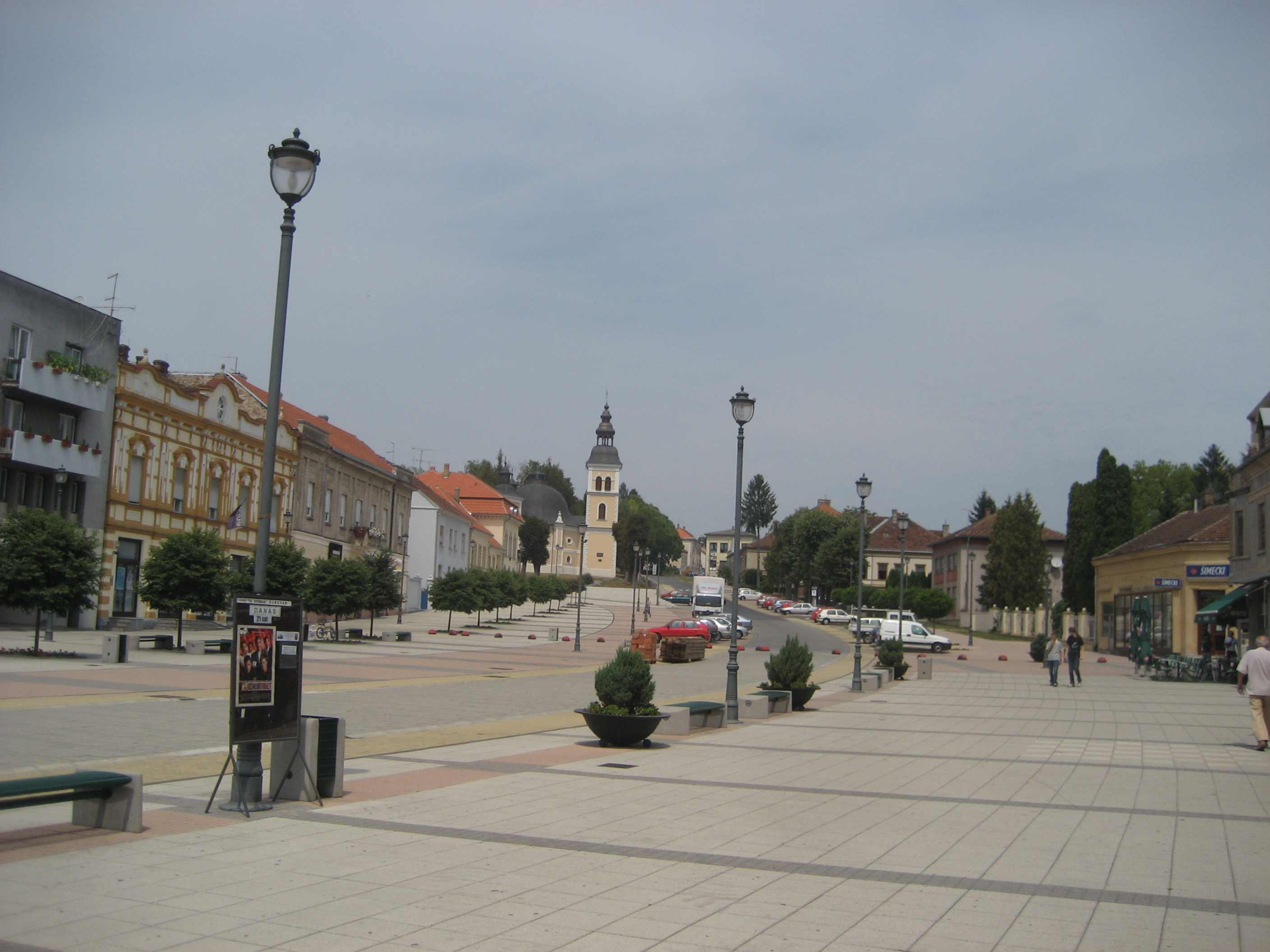
Daruvar

Steden (gradovi): Bjelovar · Čazma · Daruvar · Garešnica · Grubišno Polje

Gemeenten (općine): Berek · Dežanovac · Đulovac · Hercegovac · Ivanska · Kapela · Končanica · Nova Rača · Rovišće · Severin · Sirač · Šandrovac · Štefanje · Velika Pisanica · Velika Trnovitica · Veliki Grđevac · Veliko Trojstvo · Zrinski Topolovac